# Gymnocalycium ambatoense
A Gymnocalycium ambatoense a valódi kaktuszok (Cactaceae) Trichocereeae nemzetségcsoportjának Gymnocalycium nemzetségébe tartozó gömbkaktusz faj; a Mostiana fajsor egyik faja.

## Elterjedése
Természetes élőhelye Észak-Argentína Catamarca tartományában van, a Sierra Ambato hegységben, 900–1100 m között.

## Megjelenése, felépítése
A növény alakja a nyomott gömbtől a gömbig változó, mintegy 15 cm széles és 5–10 cm magas, a csúcsa kissé besüllyed. A színe matt sötétzöld, 9–17 lekerekített, kb. 1 cm magas bordája fölül 2, az alapnál nagyjából 3 cm széles, az areoláknál kiszélesedik. A bordák alsó részén egy-egy vízszintes rovátka húzódik.
Az 5–15 mm x 3–7 mm-es, ovális areolák egymástól 25–35 mm-re állnak, filcesek: a fölsőkön a filc világos szürke vagy krémfehér, az alsókon (szürkés) fekete, az alapnál kiszürkül. Egy-egy areolából (5-)11, többnyire párban álló, erős árszerű peremtövis nő ki. A keresztmetszetük legtöbbször ovális, ritkán lapított. A pár alsó állású tagja lefelé mutat és a növény teste felé ível vagy szabálytalanul áll. A peremtövisek hossza 1,5–3(–4) cm, (szürkés) rózsaszínűek, vagy (a természetben) sötét barnásvörösek, a csúcsuk világosabb. Nő 1–3 egyenes vagy kissé hajlott, kiálló középtövise is, de ez ritkán akár hiányozhat is. A középtövis hossza (2)–2,5(–5) cm, színe a peremtövisekével egyező, de a csúcsa sötétebb rózsaszínű.
25–45 mm x 30–40 mm-es virága világos rózsaszínű, világos olajzöld középcsíkkal. A világossárga bibeszál 15 mm-es, a portokok piszkos lilásak, a pollen sárga, a mintegy 6 mm hosszú porzószálak is sárgák; a tövük világos vöröses.
17 mm x 23 mm-es termése matt sötétzöld, mintegy 1 mm x 0,7–0,8 mm-es magja barnásvörös vagy barnásfekete.